# Charon de Lampsaque
Pour les articles homonymes, voir Charon.
Charon de Lampsaque (en grec ancien Χαρων Λαμψακηνός) est un historien et logographe grec du Ve siècle av. J.-C., né vers 500 et mort vers 465.

## Histoire
Ses livres sont reconnus pour leurs digressions ethnographiques ; ses livres sont cités entre autres par Plutarque au chapitre Lampsacé de son traité Sur l'Excellence fondamentale des femmes, et Pausanias écrit dans sa Description de la Grèce : « On (...) attribue communément [les Naupacties] à un homme de Milet ; mais Charon, fils de Pythéo, les croit d'un poète de Naupacte même qui se nommait Carcinos ; et le sentiment de cet historien de Lampsaque me paraît plus vraisemblable. Car sur quel fondement et par quelle raison un homme de Milet écrivant sur les femmes aurait-il intitulé son ouvrage Les Naupacties ? »

## Œuvres
- Traité des Limites

Un seul fragment de cet ouvrage nous est parvenu par Athénée de Naucratis.
- Histoire de la Perse

Ouvrage en deux livres décrivait des guerres entre les Perses et les grecs, ainsi que les actions de Thémistocle. Sa technique narrative semble plus proche d'une chronique année après année que d'une histoire véritable à la manière d'Hérodote.
- Histoire de l'Éthiopie

Ouvrage en quatre livres dont il ne reste que peu de fragments.